# Гьотеборг
Гьотеборг (на шведски: Göteborg, произнася се [jœtəˈbɔrj]) е град в Южна Швеция.

## Името
На шведски език името на града се произнася приблизително като Йотебори, но в българския език се е наложила германската транскрипция от преди Втората световна война – Гьотеборг, като за първи път е посочен с този правопис в „Енциклопедия на братя Данчови“ от 1936 г. Така Гьотеборг спада към географските обекти, за които има исторически създадени български съответствия, чиито форми са утвърдени в българския език с неправилен правопис.

## География
Градът е в историческата провинция Вестерйотланд. Той е вторият по големина шведски град и е разположен на западното крайбрежие на страната, на брега на пролива Категат, където се мие от Северно море. Център е на лен Вестра Йоталанд. Има жп гара, пристанище и две аерогари.
Градът се разпростира на площ от 450 km². Населението му към 30 септември 2011 е 519 399 жители.

## История
Гьотеборг е кръстен по името на племето геати, което населявало западното крайбрежие на Скандинавия. Геатите са описани за първи път от римския историк Корнелий Тацит през 98 г.
В началото на 17 век Швеция държала под контрол само една точка от западното крайбрежие. След като през 1607 г. опитът за създаване на град под името Йотебори се оказва неуспешен поради Калмарската война през 1624 г. крал Густав II Адолф основава този град. От 1832 г. има изграден 560-километров воден канал между Гьотеборг и Стокхолм. Университетът на Гьотеборг е основан през 1889 г. Гьотеборг е един от 133-те града на Швеция, които имат статут на исторически градове.

## Градове-предградия на Гьотеборг
- Мьолндал
- Елвсбори
- Лундбю
- Гльосторп
- Тулеред Бака
- Утбю
- Йоргрюте
- Крокстет

## Съседни градове
- Партиле
- Лерум
- Кунгелв
- Кунгсбака

## Транспорт
Гьотеборг се обслужва от летище Гьотеборг-Ландветер, което се намира на 30 km югоизточно от центъра на града. То е второто по големина в Швеция след летище Стокхолм-Арланда.

## Икономика
Гьотеборг е едно от най-големите и важни пристанища на Скандинавския полуостров поради своите благоприятни природни дадености. Пристанището има кейове с дължина 22 km и в него акостира над 40% от търговската флота на Швеция. Търговията и превозът на стоки отдавна са приоритет на Гьотеборг и още през XVIII век в града е основана Шведската източноиндийска компания. Индустрията станала важна съставка от икономическия живот на Гьотеборг – примери за това са компаниите СКФ, „Волво“ и „Виктор Хаселблад“.

## Образование
В Гьотеборг се намират два университета, които са основани през 19 век. В Гьотеборгският университет, който е едно от най-големите висши учебни заведения на Скандинавския полуостров, се обучават около 25 000 студенти. Техническият университет Чалмерс е основан през 1829 г. с дарение от директора на Шведската източноиндийска компания Уилям Чалмерс.
В Гьотеборг има около 30 средни училища, някои от които са свързани с големи шведски компании. Едно от тях е Гьотеборгската техническа гимназия, която е собственост на Volvo.

## Култура
Площадът Йотаплац с фонтана Посейдон е културният център на Гьотеборг. Фонтанът е създаден от шведския скулптор Карл Милес. На площада се намират Градският театър, Концертната зала, Музеят на кукления театър и Музеят на изкуството Констмюзеет. На пристанището се намира Морският музей.
Най-старите сгради в града датират от 1643 г. В Гьотеборг се намира най-големият увеселителен парк в Скандинавия – Лизберг.
В Гьотеборг са основани шведските метъл групи HammerFall, Dark Tranquillity, In Flames, Evergrey

## Спорт
В Гьотеборг има пет популярни футболни отбора. Това са GAIS, ИФК Гьотеборг, БК Хекен, Йоргрюте ИС и Квидинг ФИФ. Представителният хокеен отбор на града се казва Фрьолунда ХК.

## Известни личности
Родени в Гьотеборг
- Клас Понтус Арнолдсон (1844 – 1916), политик
- Алисия Викандер (р. 1988), актриса
- Хосе Гонсалес (р. 1978), фолк рок певец
- Гунел Линдблом (р. 1931), актриса
- Елена Папаризу (р. 1982), поппевица
- Стелан Скарсгорд (р. 1951), актьор
- Бьорн Улвеус (р. 1945), поппевец и композитор
- Андерш Фриден (р. 1973), рокпевец
- Андерс Фриск (р. 1963), футболен съдия
- Ула Якобсон (1923 – 1982), актриса

Починали в Гьотеборг
- Курт Тухолски (1890 – 1935), немски писател

Други
- Бедржих Сметана (1824 – 1884), чешки композитор, работи в града през 1856 – 1861

## Побратимени градове
- Турку, Финландия, от 1946 г.
- Чикаго, Илинойс, САЩ от 1987 г.
- Берген, Норвегия
- Бадалона, Испания
- Чикаго, САЩ
- Осло, Норвегия
- Турку, Финландия
- Шанхай, Китай
- Лион, Франция
- Краков, Полша
- Талин, Естония
- Орхус, Дания
- Галдогоб, Сомалия
- Санкт Петербург, Русия
- Росток, Германия
- Порт Елизабет, Южна Африка

## Фото галерия
- Изглед от Гьотеборг
- Сградата на операта
- Разходка с лодка из Гьотеборг
- Паметникът на поета Еверт Таубе